# Томашовка (Киевская область)
Томашо́вка (укр. Томашівка) — село, входит в Фастовский район Киевской области Украины.
Население по переписи 2001 года составляло 455 человек. Почтовый индекс — 08513. Телефонный код — 4565. Занимает площадь 2,04 км². Код КОАТУУ — 3224986201.

## История

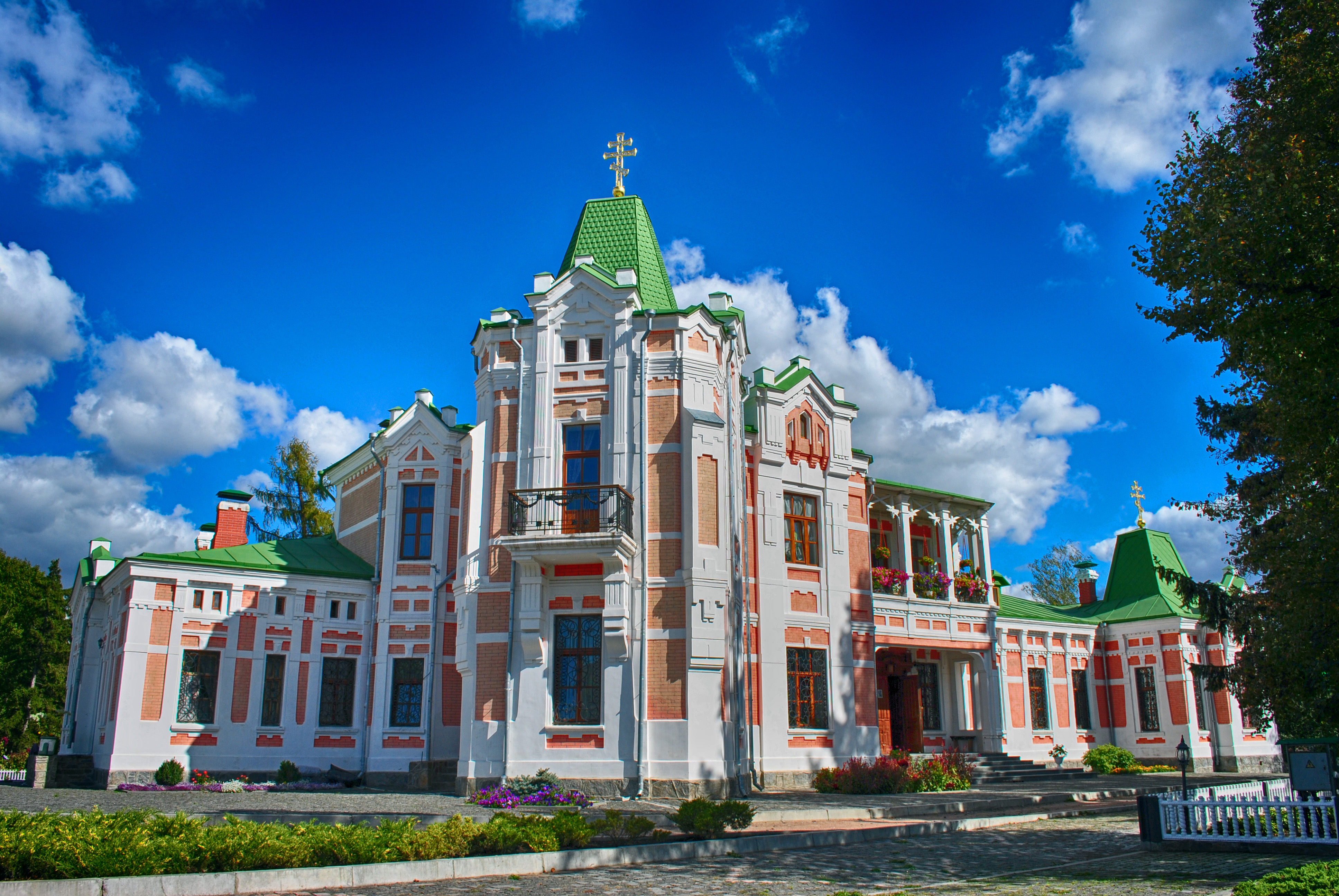
Усадьба Хоецких. 1903-11 гг.

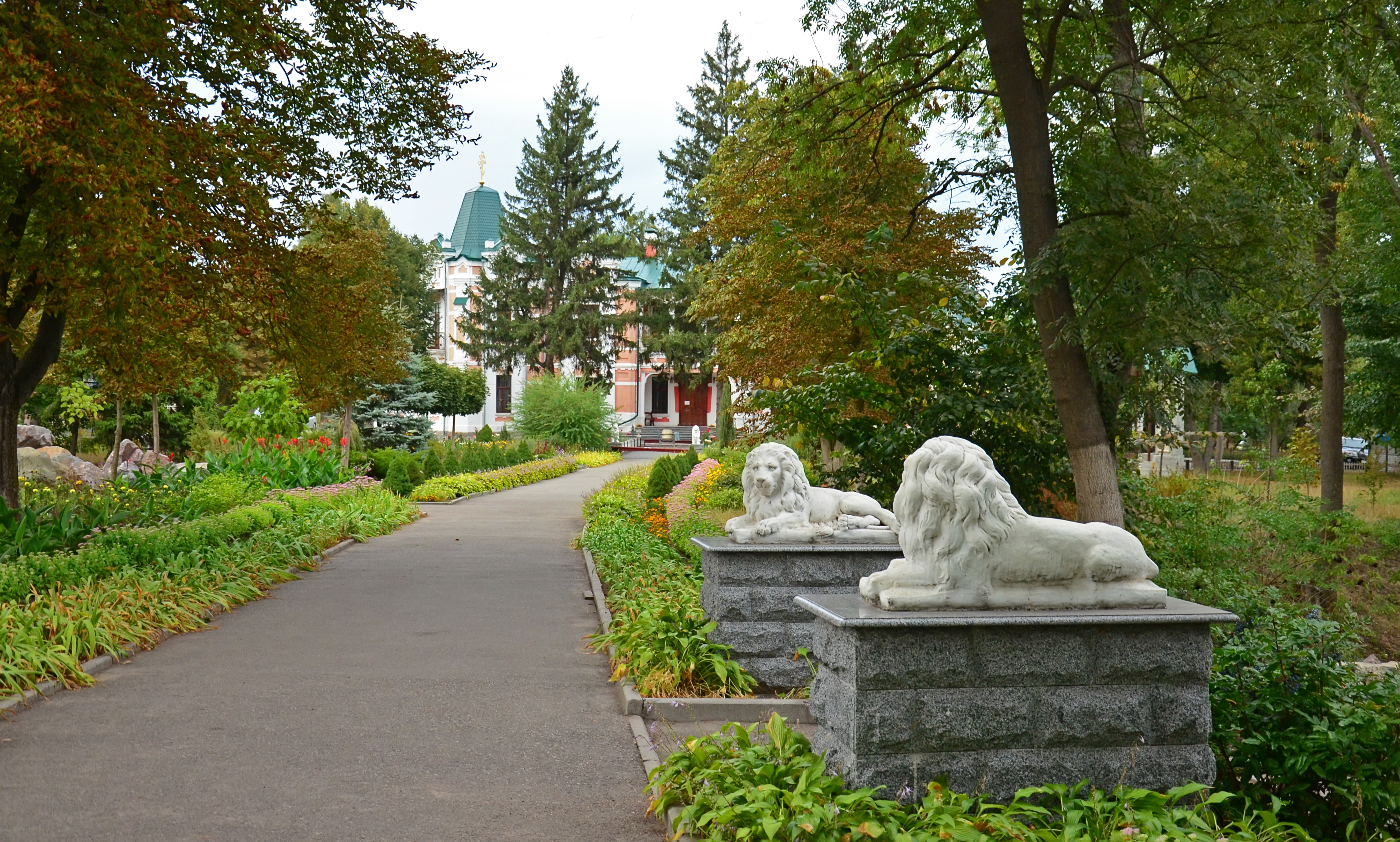
Парк

C конца XVI века Томашовка принадлежала Киево-Печерской лавре вместе с Дедовщиной и Голяками, потом униатским митрополитам. В 1795 году Томашовка поступила в казну и в то же время была пожалована Екатериной ІІ князю Григорию Алексеевичу Долгорукому, капитану флота 1-го ранга. В 1810 году Долгорукий продал имение польскому дворянину латинского исповедания Яну Непомуцкому Хоецкому. Управление имениями: Томашовкой, Каленой и Поличенцами осуществляется из резиденции в Дедовщине. В 1900 году Томашовка насчитывала 140 дворов и 733 жителя; в селе была школа грамоты, вальцевая мельница и кузница, принадлежавшие помещику. Главное занятие жителей — хлебопашество, которое ведётся по трехпольной системе; кроме того крестьяне отправлялись на заработки в Киев. Административно входил в Сквирский уезд, церковный приход делил с Дедовщиной, в которой было 2 церкви — Покровская и Николаевская. Сначала Томашовка представляла собой единое имение с соседней Дедовщиной, где была резиденция Хоецких. В 1825 году сыновья разделили наследство, и Томашовка досталась Петру Хоецкому. В начале XX века старый дворец сгорел и в 1903—1910 годах Сигизмунд Хоецкий построил новый по проекту архитектора В. И. Куликовского.
В советское время усадьба Хоецких использовалась как колхозный комплекс. В здании дворца располагалась школа. В 2000 году бывшая усадьба Хоецких была передана монахам Свято-Введенского монастыря для создания Ризоположенческого мужского монастыря.

## Местный совет
08510, Киевская обл., Фастовский р-н, с. Томашовка, ул. 30-летия Победы, 3; тел. 45-6-34.